# Gran Canaria Espacio Digital
CCA Gran Canaria, Centro de cultura audiovisual (antes Gran Canaria Espacio Digital) es un centro cultural de Las Palmas de Gran Canaria, especializado en el apoyo y la difusión de las artes audiovisuales y la fotografía. Depende de la Consejería de Cultura del Cabildo de Gran Canaria.

## Actividades
Es el organizador, entre otros eventos, del festival internacional de creación digital Canarias Mediafest, el festival de música electrónica y artes sonoras Macfest y las proyecciones del festival internacional de cine digital Resfest en Las Palmas. En sus dependencias se encuentra la Mediateca de Las Palmas, donde se puede consultar la base de datos de material audiovisual del centro, y ver algunos de los contenidos que están digitalizados.